# Shirokshinite
La shirokshinite est un minéral de la classe des silicates, qui appartient au groupe des micas. Il est nommé d'après Nikolay Vasilievich Shirokshin (1809 - ?), connu pour ses travaux sur la géologie, la pétrologie et la géomorphologie du massif des Khibiny en Russie.

## Caractéristiques
La shirokshinite est un silicate de formule chimique KNaMg2(Si4O10)F2. Elle a été approuvée comme espèce valide par l'Association internationale de minéralogie en 2001. Elle cristallise dans le système monoclinique. Sa dureté sur l'échelle de Mohs est de 2,5.

## Cristallochimie
Elle fait partie d'un groupe de minéraux isostructuraux, le groupe des micas, et plus particulièrement du sous-groupe de la muscovite.
Sous-groupe de la muscovite (71.02.02a, classification de Dana).
- Muscovite KAl2(AlSi3O10)(OH,F)2
- Paragonite NaAl2(AlSi3O10)(OH)2
- Chernykhite (Ba,Na)(VIII,Al,Mg)2[(Si,Al)4O10](OH)2
- Roscoélite K(VIII,Al)2(AlSi3O10)(OH)2
- Glauconite (K,Na)(FeIII,Al,Mg)2[(Si,Al,FeIII)4O10](OH)2
- Céladonite K(Mg,FeII)FeIII(Si4O10)(OH)2
- Ferrocéladonite K(FeII,Mg)(FeIII,Al)(Si4O10)(OH)2
- Ferroaluminocéladonite K(FeII,Mg)(Al,FeIII)(Si4O10)(OH)2
- Aluminocéladonite K(FeII,Mg)Al(Si4O10)(OH)2
- Chromcéladonite K(FeII,Mg)(Cr,Al)(Si4O10)(OH)2
- Tobélite (NH4,K)Al2(AlSi3O10)(OH)2
- Nanpingite CsAl2(AlSi3O10)(OH,F)2
- Boromuscovite KAl2(BSi3O10)(OH)2
- Montdorite (K,Na)2(Fe,Mn,Mg)5(Si4O10)2(OH,F)4
- Chromphyllite K(Cr,Al)2(AlSi3O10)(OH,F)2
- Shirokshinite KNaMg2(Si4O10)F2

L'échantillon qui a servi à déterminer l'espèce, connu sous le nom de matériau type, est conservé au Musée minéralogique Fersman (en) de l'Académie des sciences de Russie, à Moscou (Russie), sous le numéro d'enregistrement : 2786/1.

## Formation et gisements
Elle a été découverte dans la mine d'apatite de Kirovskii, située sur le mont Youdichvumchorr, dans le massif des Khibiny (Oblast de Mourmansk, Russie). Elle a également été décrite dans la région de Pieta Creek, dans le comté de Mendocino (Californie, États-Unis). Ce sont les deux seuls endroits de la planète où cette espèce minérale a été décrite.